# 拉绍塞圣维克托
拉绍塞圣维克托（法語：La Chaussée-Saint-Victor，法語發音：[la ʃose sɛ̃ viktɔʁ]）是法国卢瓦-谢尔省的一个市镇，位于该省中部，属于布卢瓦区。拉绍塞圣维克托是布卢瓦城市圈公共社区的一部分。

## 地理
拉绍塞圣维克托（47°36'50"N, 1°21'55"E）面积6.63 平方千米，位于法国中央-卢瓦尔河谷大区卢瓦-谢尔省，该省份为法国中北部省份，北起厄尔-卢瓦省，东北接卢瓦雷省，东南接谢尔省，南至安德尔省，西南接安德尔-卢瓦尔省，西北接萨尔特省。
与拉绍塞圣维克托接壤的市镇（或旧市镇、城区）包括：布卢瓦、卢瓦尔河畔圣但尼、维勒巴鲁、维讷伊。

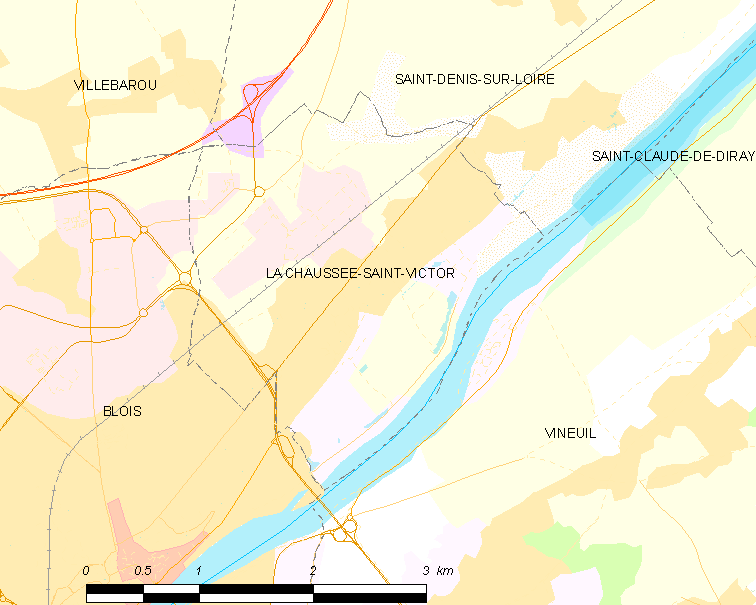
拉绍塞圣维克托的OSM定位图

拉绍塞圣维克托的时区为UTC+01:00、UTC+02:00（夏令时）。

## 行政
拉绍塞圣维克托的邮政编码为41260，INSEE市镇编码为41047。

## 政治
拉绍塞圣维克托所属的省级选区为布卢瓦第二县。

## 人口

1962-2008年间拉绍塞圣维克托人口变化图示

拉绍塞圣维克托于2022年1月1日时的人口数量为4488人。